# دوصدایی

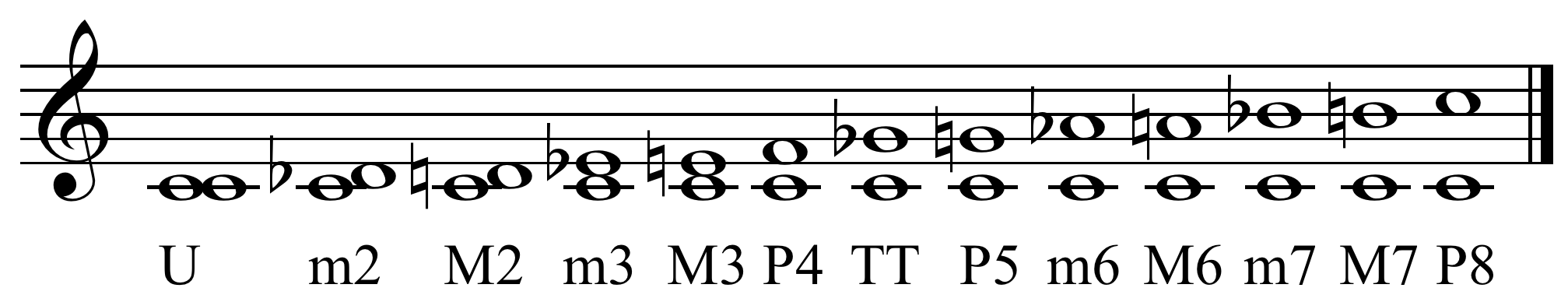
فواصل همهٔ دوصدایی‌ها از «هم‌صدا» تا «اکتاو» بر روی نتِ «دو» به ترتیب عبارتند از: U=یکم درست یا هم‌صدا m2=دوم کوچک M3=سوم بزرگ P4=چهارم درست TT=پنجم کاسته یا چهارم افزوده P5=پنجم درست m6=ششم کوچک M6=ششم بزرگ m7=هفتم کوچک M7=هفتم بزرگ P8=هشتم درست یا اکتاو

دوصدایی (انگلیسی: Dyad) در موسیقی، متشکل از دو نت یا دو صدا دارای زیر و بمِ متفاوت است که به صورت هم‌زمان شنیده می‌شوند و ممکن است به‌طور خاص، بخشی از یک آکورد باشد.

## تعریف
«دوصدایی» را می‌توان با فاصلهٔ بین نت‌ها طبقه‌بندی کرد. به عنوان مثال فاصلهٔ بین نت دو تا می، سوم بزرگ است و این می‌تواند بخشی از یک آکورد ماژور باشد که از نت‌های دو، می و سل تشکیل شده‌است. هنگامی که نت‌های دوصدایی به صورت متوالی حرکت می‌کنند ملودیک و اگر هم‌زمان شنیده شوند، فاصلهٔ هارمونیک ایجاد می‌کنند.

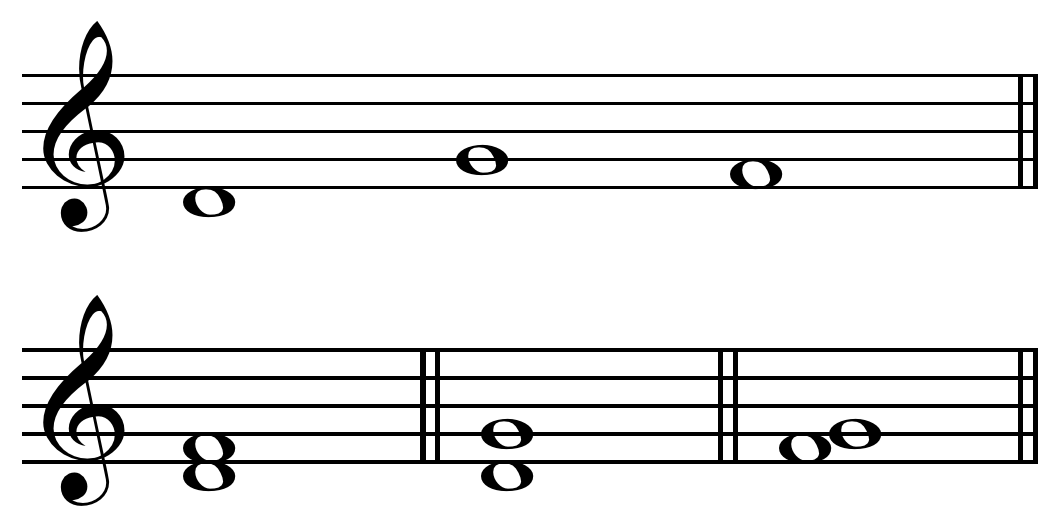
فواصل ملودیک (بالا) و هارمونیک (پایین)

سِری هارمونیک بر روی اساسی‌ترین نتِ گام ساخته شده‌است و بقیه صداهایی که بر اثر آن به وجود می‌آید، صدای فرعی می‌نامند. بنابراین اگر نت «دو»، پایه باشد، صدای دوم اکتاو و صدای سوم پنجم درست است. بدین ترتیب صداهای فرعی دیگری از سِری هارمونیک‌ها به وجود می‌آید که «پنجم درست» نزدیکترین صدا به نتِ پایه است و بر اساس دایره پنجم‌ها صدا را یک گام به جلو کشیده و یک سِری هارمونیک با صداهای فرعی جدید به وجود می‌آید. صداهای فرعی هر چقدر بالاتر می‌روند ضعیف‌تر می‌شوند و دارای همهٔ نت‌های گام هستند.

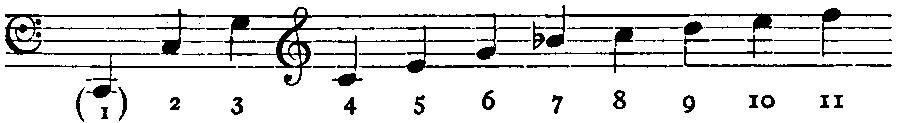
صداهای فرعی بوجود آمده از یک نتِ پایه (۱)